# Équipe de république démocratique du Congo de football à la Coupe d'Afrique des nations 2019
L’équipe de république démocratique du Congo de football participe à la coupe d'Afrique des nations 2019 organisée en Égypte du 21 juin au 19 juillet 2019. Elle est éliminée en huitièmes de finale par Madagascar, aux tirs au but (2-2, 2-4).

## Qualifications
La république démocratique du Congo est placée dans le groupe G des qualifications qui se déroulent du 9 juin 2017 au 24 mars 2019. Sa qualification est acquise lors de la dernière journée.

### Résultats
| Rang | Équipe   | Pts | J | G | N | P | Bp | Bc | Diff |  | Résultats (▼ dom., ► ext.) |     |     |     |     |
| ---- | -------- | --- | - | - | - | - | -- | -- | ---- |  | -------------------------- | --- | --- | --- | --- |
| 1    | Zimbabwe | 11  | 6 | 3 | 2 | 1 | 9  | 4  | +5   |  | Zimbabwe                   |     | 1-1 | 3-0 | 2-0 |
| 2    | RD Congo | 9   | 6 | 2 | 3 | 1 | 8  | 6  | +2   |  | RD Congo                   | 1-2 |     | 1-0 | 3-1 |
| 3    | Liberia  | 7   | 6 | 2 | 1 | 3 | 5  | 9  | -4   |  | Liberia                    | 1-0 | 1-1 |     | 2-1 |
| 4    | Congo    | 5   | 6 | 1 | 2 | 3 | 7  | 10 | -3   |  | Congo                      | 1-1 | 1-1 | 3-1 |     |

| 10 juin 2017 | RD Congo                     | 3 - 1 | Congo         |                                                             |                                                             |
| 18h30 UTC+1  | Bakambu 19e 54e · Mbemba 90e | (1-1) | 45+1e Bifouma | Stade des Martyrs, Kinshasa Arbitrage : Hamada Nampiandraza | Stade des Martyrs, Kinshasa Arbitrage : Hamada Nampiandraza |
| 18h30 UTC+1  | Rapport                      |       |               | Stade des Martyrs, Kinshasa Arbitrage : Hamada Nampiandraza | Stade des Martyrs, Kinshasa Arbitrage : Hamada Nampiandraza |

| 9 septembre 2018 | Liberia   | 1 - 1 | RD Congo |                                                                      |                                                                      |
| 16h00 (UTC)      | Jebor 62e | (0-0) | 82e Elia | Samuel Kanyon Doe Sports Complex, Monrovia Arbitrage : Boubou Traoré | Samuel Kanyon Doe Sports Complex, Monrovia Arbitrage : Boubou Traoré |
| 16h00 (UTC)      | Rapport   |       |          | Samuel Kanyon Doe Sports Complex, Monrovia Arbitrage : Boubou Traoré | Samuel Kanyon Doe Sports Complex, Monrovia Arbitrage : Boubou Traoré |

| 13 octobre 2018 | RD Congo      | 1 - 2 | Zimbabwe                    |                                                        |                                                        |
| 18h30 (UTC+1)   | Bolasie 90+2e | (0-1) | 21e Pfumbidzai · 68e Musona | Stade des Martyrs, Kinshasa Arbitrage : Rédouane Jiyed | Stade des Martyrs, Kinshasa Arbitrage : Rédouane Jiyed |
| 18h30 (UTC+1)   | Rapport       |       |                             | Stade des Martyrs, Kinshasa Arbitrage : Rédouane Jiyed | Stade des Martyrs, Kinshasa Arbitrage : Rédouane Jiyed |

| 16 octobre 2018 | Zimbabwe   | 1 - 1 | RD Congo         |                                                          |                                                          |
|                 | Billiat 2e | (1-1) | 24e (csc) Hadebe | National Sports Stadium, Harare Arbitrage : Gehad Grisha | National Sports Stadium, Harare Arbitrage : Gehad Grisha |
|                 | Rapport    |       |                  | National Sports Stadium, Harare Arbitrage : Gehad Grisha | National Sports Stadium, Harare Arbitrage : Gehad Grisha |

| 18 novembre 2018 | Congo       | 1 - 1 | RD Congo    |                                                                    |                                                                    |
|                  | Bifouma 38e | (1-1) | 25e Kasongo | Stade Alphonse-Massamba-Débat, Brazzaville Arbitrage : Sidi Alioum | Stade Alphonse-Massamba-Débat, Brazzaville Arbitrage : Sidi Alioum |
|                  | Rapport     |       |             | Stade Alphonse-Massamba-Débat, Brazzaville Arbitrage : Sidi Alioum | Stade Alphonse-Massamba-Débat, Brazzaville Arbitrage : Sidi Alioum |

| 24 mars 2019 | RD Congo    | 1 - 0 | Liberia |                                                         |                                                         |
|              | Bakambu 52e | (0-0) |         | Stade des Martyrs, Kinshasa Arbitrage : Maguette Ndiaye | Stade des Martyrs, Kinshasa Arbitrage : Maguette Ndiaye |
|              | Rapport     |       |         | Stade des Martyrs, Kinshasa Arbitrage : Maguette Ndiaye | Stade des Martyrs, Kinshasa Arbitrage : Maguette Ndiaye |

### Statistiques

#### Buteurs
| Buts | Joueurs                                                         |
| ---- | --------------------------------------------------------------- |
| 3    | Cédric Bakambu                                                  |
| 1    | Yannick Bolasie, Meschack Elia, Kabongo Kasongo, Chancel Mbemba |
| csc  | Teenage Hadebe                                                  |

## Préparation
Les Léopards effectuent un stage de préparation à Marbella, en Espagne, à partir du 1er juin. Ils concèdent le match nul face au Burkina Faso le 9 juin (0-0) puis face au Kenya le 15 juin (1-1).
La fin de la préparation de Léopards est perturbée par un incident administratif. Leurs dossiers médicaux n'ayant pas été transmis à la CAF, ils doivent passer des examens médicaux au Caire, au dernier moment. Ils ne peuvent ainsi pas s'entraîner la veille de leur entrée dans la compétition.
| 9 juin 2019 | RD Congo | 0 - 0 | Burkina Faso |                                                     |                                                     |
| 17h30       |          | (0-0) |              | Stade municipal, Marbella Arbitrage : Danilo Grujic | Stade municipal, Marbella Arbitrage : Danilo Grujic |

| 15 juin 2019 | Kenya      | 1 - 1 | RD Congo    |        |        |
|              | Olunga 25e | (1-0) | 87e Masuaku | Madrid | Madrid |

## Compétition

### Tirage au sort
Le tirage au sort de la CAN se déroule 12 avril 2019 au Caire, face au Sphinx et aux Pyramides. La RD Congo est placée dans le chapeau 2 en raison de son classement FIFA.
Le tirage au sort donne alors comme adversaires des Léopards, l'Égypte (chapeau 1, pays hôte et 57e au classement FIFA), l'Ouganda (chapeau 3, 79e) et le Zimbabwe (chapeau 4, 110e) dans le groupe A.

### Effectif
La liste des 23 congolais retenus est dévoilée le 11 juin.

### Premier tour
| Rang | Équipe   | Pts | J | G | N | P | Bp | Bc | Diff |  | Résultats (▼ dom., ► ext.) |     |     |     |     |
| ---- | -------- | --- | - | - | - | - | -- | -- | ---- |  | -------------------------- | --- | --- | --- | --- |
| 1    | Égypte   | 9   | 3 | 3 | 0 | 0 | 5  | 0  | +5   |  | Égypte                     |     | 2-0 | 2-0 | 1-0 |
| 2    | Ouganda  | 4   | 3 | 1 | 1 | 1 | 3  | 3  | 0    |  | Ouganda                    | 0-2 |     | 2-0 | 1-1 |
| 3    | RD Congo | 3   | 3 | 1 | 0 | 2 | 4  | 4  | 0    |  | RD Congo                   | 0-2 | 0-2 |     | 4-0 |
| 4    | Zimbabwe | 1   | 3 | 0 | 1 | 2 | 1  | 6  | -5   |  | Zimbabwe                   | 0-1 | 1-1 | 0-4 |     |

     Équipe qualifiée ou victorieuse; Pts = points; J = joués; G = gagnés; N = nuls; P = perdus;
Bp = buts pour; Bc = buts contre; Diff = différence de buts
| 22 juin 2019 | RD Congo                   | 0 -2    | Ouganda              | Stade international du Caire, Le Caire         |                                                |
| 16h30 CAT    |                            | (0-1)   | 14e Kaddu · 48e Okwi | Spectateurs : 1 083 Arbitrage : Rédouane Jiyed | Spectateurs : 1 083 Arbitrage : Rédouane Jiyed |
| 16h30 CAT    | Bolasie 45+2e · Bokadi 54e | Rapport | 35e Jjuko            | Spectateurs : 1 083 Arbitrage : Rédouane Jiyed | Spectateurs : 1 083 Arbitrage : Rédouane Jiyed |

| 26 juin 2019 | Égypte                             | 2 - 0   | RD Congo                 | Stade international du Caire, Le Caire        |                                               |
| 22h00 CAT    | Elmohamady 25e · Salah 43e         | (2 - 0) |                          | Spectateurs : 74 219 Arbitrage : Victor Gomes | Spectateurs : 74 219 Arbitrage : Victor Gomes |
| 22h00 CAT    | Elneny 68e · Alaa 81e · Ghazal 87e | Rapport | 30e Bokadi · 59e Muzinga | Spectateurs : 74 219 Arbitrage : Victor Gomes | Spectateurs : 74 219 Arbitrage : Victor Gomes |

| 30 juin 2019 | Zimbabwe      | 0 - 4   | RD Congo                                               | Stade du 30 Juin, Le Caire                       |                                                  |
| 21h00 CAT    |               | (0 - 2) | 4e Bolingi · 34e 65e (pen.) Bakambu · 78e Assombalonga | Spectateurs : 4 364 Arbitrage : Mustapha Ghorbal | Spectateurs : 4 364 Arbitrage : Mustapha Ghorbal |
| 21h00 CAT    | Chipezeze 64e | Rapport | Mbemba 59e · Moke 61e · Mpeko 70e                      | Spectateurs : 4 364 Arbitrage : Mustapha Ghorbal | Spectateurs : 4 364 Arbitrage : Mustapha Ghorbal |

### Phase à élimination directe
| Huitième de finale       | Madagascar                            | 2 - 2 a. p.     | RD Congo                               | Stade d'Alexandrie, Alexandrie    |                                   |
| 7 juillet 2019 18h00 CAT | Amada 9e · Andriatsima 77e            | (1 - 1, 2 - 2)  | 21e Bakambu · 90e Mbemba               | Arbitrage : Noureddine El Jaafari | Arbitrage : Noureddine El Jaafari |
| 7 juillet 2019 18h00 CAT |                                       | Rapport         | 45+1e Mulumbu ·                        | Arbitrage : Noureddine El Jaafari | Arbitrage : Noureddine El Jaafari |
| 7 juillet 2019 18h00 CAT | Amada · Métanire · Fontaine · Mombris | Tirs au but 4-2 | Tisserand · Bakambu · M'Poku · Bolasie | Arbitrage : Noureddine El Jaafari | Arbitrage : Noureddine El Jaafari |

### Statistiques

#### Temps de jeu
| Joueur              |          |          |          |          | TT       | But inscrit | MJ       | MT       | Légende |
| ------------------- | -------- | -------- | -------- | -------- | -------- | ----------- | -------- | -------- | --- |
| Gardiens            | Gardiens | Gardiens | Gardiens | Gardiens | Gardiens | Gardiens    | Gardiens | Gardiens | Abréviations et symboles : TT : Total de minutes jouées MJ : Nombre de matchs joués MT : Matchs joués en tant que titulaire : but : joueur entré : joueur remplacé : capitaine : carton jaune : carton rouge |
| Ley Matampi         | 90       | 90       | 90       | 120      | 390      | -           | 4        | 4        | Abréviations et symboles : TT : Total de minutes jouées MJ : Nombre de matchs joués MT : Matchs joués en tant que titulaire : but : joueur entré : joueur remplacé : capitaine : carton jaune : carton rouge |
| Anthony Mossi       | -        | -        | -        | -        | -        | -           | -        | -        | Abréviations et symboles : TT : Total de minutes jouées MJ : Nombre de matchs joués MT : Matchs joués en tant que titulaire : but : joueur entré : joueur remplacé : capitaine : carton jaune : carton rouge |
| Parfait Mandanda    | -        | -        | -        | -        | -        | -           | -        | -        | Abréviations et symboles : TT : Total de minutes jouées MJ : Nombre de matchs joués MT : Matchs joués en tant que titulaire : but : joueur entré : joueur remplacé : capitaine : carton jaune : carton rouge |
| Défenseurs          |          |          |          |          |          |             |          |          | Abréviations et symboles : TT : Total de minutes jouées MJ : Nombre de matchs joués MT : Matchs joués en tant que titulaire : but : joueur entré : joueur remplacé : capitaine : carton jaune : carton rouge |
| Issama Mpeko        | 90       | 90       | 90       | 120      | 390      | -           | 4        | 4        | Abréviations et symboles : TT : Total de minutes jouées MJ : Nombre de matchs joués MT : Matchs joués en tant que titulaire : but : joueur entré : joueur remplacé : capitaine : carton jaune : carton rouge |
| Ngonda Muzinga      | -        | 90       | 90       | 120      | 300      | -           | 4        | 4        | Abréviations et symboles : TT : Total de minutes jouées MJ : Nombre de matchs joués MT : Matchs joués en tant que titulaire : but : joueur entré : joueur remplacé : capitaine : carton jaune : carton rouge |
| Bobó Ungenda        | -        | -        | -        | -        | -        | -           | -        | -        | Abréviations et symboles : TT : Total de minutes jouées MJ : Nombre de matchs joués MT : Matchs joués en tant que titulaire : but : joueur entré : joueur remplacé : capitaine : carton jaune : carton rouge |
| Marcel Tisserand    | 90       | 90       | 90       | 120      | 390      | -           | 4        | 4        | Abréviations et symboles : TT : Total de minutes jouées MJ : Nombre de matchs joués MT : Matchs joués en tant que titulaire : but : joueur entré : joueur remplacé : capitaine : carton jaune : carton rouge |
| Wilfred Moke        | -        | 90       | 90       | 45       | 225      | -           | 3        | 3        | Abréviations et symboles : TT : Total de minutes jouées MJ : Nombre de matchs joués MT : Matchs joués en tant que titulaire : but : joueur entré : joueur remplacé : capitaine : carton jaune : carton rouge |
| Arthur Masuaku      | 90       | -        | -        | -        | 90       | -           | 1        | 1        | Abréviations et symboles : TT : Total de minutes jouées MJ : Nombre de matchs joués MT : Matchs joués en tant que titulaire : but : joueur entré : joueur remplacé : capitaine : carton jaune : carton rouge |
| Christian Luyindama | 90       | 90       | 7        | -        | 187      | -           | 3        | 2        | Abréviations et symboles : TT : Total de minutes jouées MJ : Nombre de matchs joués MT : Matchs joués en tant que titulaire : but : joueur entré : joueur remplacé : capitaine : carton jaune : carton rouge |
| Djuma Shabani       | -        | -        | -        | -        | -        | -           | -        | -        | Abréviations et symboles : TT : Total de minutes jouées MJ : Nombre de matchs joués MT : Matchs joués en tant que titulaire : but : joueur entré : joueur remplacé : capitaine : carton jaune : carton rouge |
| Chancel Mbemba      | 60       | -        | 90       | 120      | 270      | 1           | 3        | 3        | Abréviations et symboles : TT : Total de minutes jouées MJ : Nombre de matchs joués MT : Matchs joués en tant que titulaire : but : joueur entré : joueur remplacé : capitaine : carton jaune : carton rouge |
| Milieux             |          |          |          |          |          |             |          |          | Abréviations et symboles : TT : Total de minutes jouées MJ : Nombre de matchs joués MT : Matchs joués en tant que titulaire : but : joueur entré : joueur remplacé : capitaine : carton jaune : carton rouge |
| Chadrac Akolo       | -        | -        | 83       | 70       | 153      | -           | 2        | 2        | Abréviations et symboles : TT : Total de minutes jouées MJ : Nombre de matchs joués MT : Matchs joués en tant que titulaire : but : joueur entré : joueur remplacé : capitaine : carton jaune : carton rouge |
| Youssouf Mulumbu    | -        | -        | 76       | 67       | 143      | -           | 2        | 2        | Abréviations et symboles : TT : Total de minutes jouées MJ : Nombre de matchs joués MT : Matchs joués en tant que titulaire : but : joueur entré : joueur remplacé : capitaine : carton jaune : carton rouge |
| Trésor Mputu        | -        | 45       | -        | -        | 45       | -           | 1        | 1        | Abréviations et symboles : TT : Total de minutes jouées MJ : Nombre de matchs joués MT : Matchs joués en tant que titulaire : but : joueur entré : joueur remplacé : capitaine : carton jaune : carton rouge |
| Paul-José M'Poku    | 52       | -        | -        | -        | 52       | -           | 1        | 1        | Abréviations et symboles : TT : Total de minutes jouées MJ : Nombre de matchs joués MT : Matchs joués en tant que titulaire : but : joueur entré : joueur remplacé : capitaine : carton jaune : carton rouge |
| Merveille Bope      | 90       | 65       | -        | 53       | 208      | -           | 3        | 2        | Abréviations et symboles : TT : Total de minutes jouées MJ : Nombre de matchs joués MT : Matchs joués en tant que titulaire : but : joueur entré : joueur remplacé : capitaine : carton jaune : carton rouge |
| Jacques Maghoma     | 30       | 90       | 90       | 120      | 330      | -           | 4        | 3        | Abréviations et symboles : TT : Total de minutes jouées MJ : Nombre de matchs joués MT : Matchs joués en tant que titulaire : but : joueur entré : joueur remplacé : capitaine : carton jaune : carton rouge |
| Attaquants          |          |          |          |          |          |             |          |          | Abréviations et symboles : TT : Total de minutes jouées MJ : Nombre de matchs joués MT : Matchs joués en tant que titulaire : but : joueur entré : joueur remplacé : capitaine : carton jaune : carton rouge |
| Jonathan Bolingi    | 38       | 90       | 45       | -        | 173      | 1           | 3        | 2        | Abréviations et symboles : TT : Total de minutes jouées MJ : Nombre de matchs joués MT : Matchs joués en tant que titulaire : but : joueur entré : joueur remplacé : capitaine : carton jaune : carton rouge |
| Yannick Bolasie     | 71       | 35       | -        | 50       | 156      | -           | 3        | 1        | Abréviations et symboles : TT : Total de minutes jouées MJ : Nombre de matchs joués MT : Matchs joués en tant que titulaire : but : joueur entré : joueur remplacé : capitaine : carton jaune : carton rouge |
| Meschack Elia       | 90       | 45       | 14       | 75       | 219      | -           | 4        | 1        | Abréviations et symboles : TT : Total de minutes jouées MJ : Nombre de matchs joués MT : Matchs joués en tant que titulaire : but : joueur entré : joueur remplacé : capitaine : carton jaune : carton rouge |
| Cédric Bakambu      | 90       | 90       | 90       | 120      | 390      | 3           | 4        | 4        | Abréviations et symboles : TT : Total de minutes jouées MJ : Nombre de matchs joués MT : Matchs joués en tant que titulaire : but : joueur entré : joueur remplacé : capitaine : carton jaune : carton rouge |
| Britt Assombalonga  | 19       | -        | 45       | 120      | 184      | 1           | 3        | 1        | Abréviations et symboles : TT : Total de minutes jouées MJ : Nombre de matchs joués MT : Matchs joués en tant que titulaire : but : joueur entré : joueur remplacé : capitaine : carton jaune : carton rouge |

#### Buteurs
| Buts | Joueurs            | Adversaires                 |
| ---- | ------------------ | --------------------------- |
| 3    | Cédric Bakambu     | Zimbabwe (2) Madagascar (1) |
| 1    | Jonathan Bolingi   | Zimbabwe                    |
| 1    | Britt Assombalonga | Zimbabwe                    |
| 1    | Chancel Mbemba     | Madagascar                  |